# Lampertsloch
Lampertsloch est une commune française située dans la circonscription administrative du Bas-Rhin et, depuis le 1er janvier 2021, dans le territoire de la Collectivité européenne d'Alsace, en région Grand Est.
Cette commune se trouve dans la région historique et culturelle d'Alsace.

## Géographie

### Localisation
La commune est à 2,4 km de Merkwiller-Pechelbronn et Preuschdorf, 5 de Kutzenhausen et 13 de Lembach.
Le territoire de la commune est limitrophe de ceux de huit communes :
| Lembach     | Climbach               | Cleebourg                   |
|             | Lampertsloch           | Soultz-sous-Forêts, Lobsann |
| Preuschdorf | Merkwiller-Pechelbronn | Kutzenhausen                |

### Géologie et relief
La commune se compose de 57,41 hectares de territoires artificialisés (5,48 %), 270,20 hectares de territoires agricoles (25,81 %) et 719,15 hectares de forêts et milieux semi-naturels (68,69 %).
Espaces naturels :
- Trois espaces protégé hors Natura 2000 Vosges du Nord :

Réserve de Biosphère, zone tampon,
Réserve de Biosphère, zone de transition,
Parc naturel régional.
- Un espace protégé Natura 2000 :

La Sauer et ses affluents.
- Une zone naturelle d'intérêt écologique, faunistique et floristique (Znieff) :

Vallées de la Sauer et de ses affluents.
Lampertsloch fait partie du parc naturel régional des Vosges du Nord. C'est un village de l'Outre-Forêt, au pied du massif du Hochwald.
Occupation du sol (Corine Land Cover) : Proportions des types de couverture (année 2012). :
- Forêts : 68,5 %,
- Terres arables : 16,1 %,
- Cultures permanentes : 6,4 %,
- Zones urbanisées : 5,5 %,
- Zones agricoles hétérogènes : 3,6 %,
- Prairies : 0,5%

### Hydrographie et les eaux souterraines
Hydrogéologie et climatologie : Système d’information pour la gestion de l’Aquifère rhénan, par le BRGM :
Territoire communal : Occupation du sol (Corinne Land Cover); Cours d'eau (BD Carthage),
Géologie : Carte géologique; Coupes géologiques et techniques,
 Hydrogéologie : Masses d'eau souterraine; BD Lisa; Cartes piézométriques.
La commune est dans le bassin versant du Rhin au sein du bassin Rhin-Meuse. Elle est drainée par le ruisseau le Fussel et le ruisseau le Marienbaechel,.

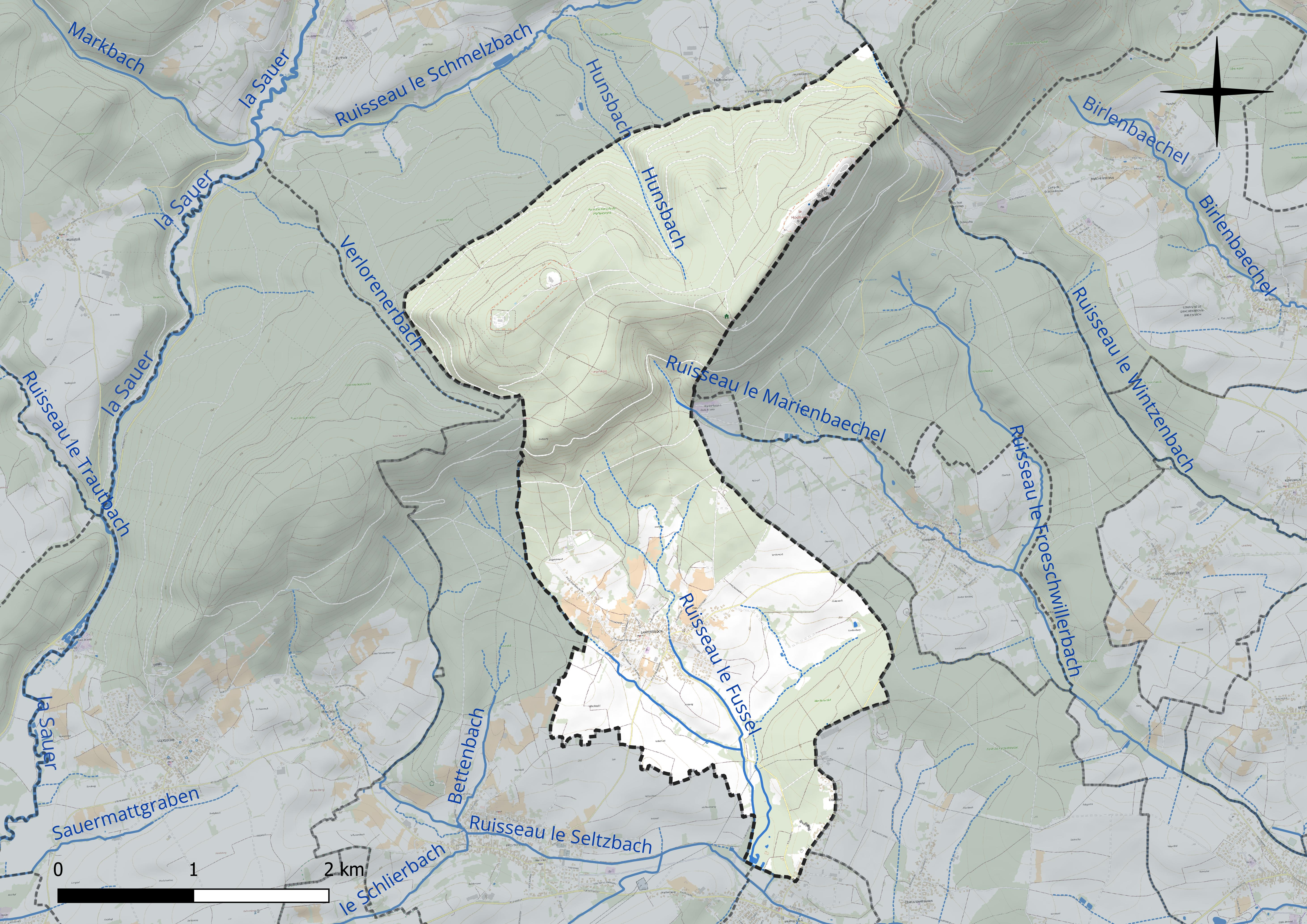
Réseau hydrographique de Lampertsloch.

### Climat
Pour des articles plus généraux, voir Climat du Grand Est et Climat du Bas-Rhin.
En 2010, le climat de la commune est de type climat des marges montargnardes, selon une étude du Centre national de la recherche scientifique s'appuyant sur une série de données couvrant la période 1971-2000. En 2020, Météo-France publie une typologie des climats de la France métropolitaine dans laquelle la commune est exposée à un climat semi-continental et est dans une zone de transition entre les régions climatiques « Vosges » et « Alsace ». 
Pour la période 1971-2000, la température annuelle moyenne est de 10,3 °C, avec une amplitude thermique annuelle de 17,7 °C. Le cumul annuel moyen de précipitations est de 859 mm, avec 11,2 jours de précipitations en janvier et 10,4 jours en juillet. Pour la période 1991-2020, la température moyenne annuelle observée sur la station météorologique de Météo-France la plus proche, « Preuschdorf », sur la commune de Preuschdorf à 2 km à vol d'oiseau, est de 11,3 °C et le cumul annuel moyen de précipitations est de 834,2 mm. 
La température maximale relevée sur cette station est de 39,8 °C, atteinte le 4 juillet 2015 ; la température minimale est de −19,9 °C, atteinte le 8 janvier 1985,,. 
Les paramètres climatiques de la commune ont été estimés pour le milieu du siècle (2041-2070) selon différents scénarios d'émission de gaz à effet de serre à partir des nouvelles projections climatiques de référence DRIAS-2020. Ils sont consultables sur un site dédié publié par Météo-France en novembre 2022.

## Urbanisme

### Typologie
Au 1er janvier 2024, Lampertsloch est catégorisée commune rurale à habitat dispersé, selon la nouvelle grille communale de densité à sept niveaux définie par l'Insee en 2022.
Elle est située hors unité urbaine. Par ailleurs la commune fait partie de l'aire d'attraction de Haguenau, dont elle est une commune de la couronne,. Cette aire, qui regroupe 34 communes, est catégorisée dans les aires de 50 000 à moins de 200 000 habitants,.

### Occupation des sols
L'occupation des sols de la commune, telle qu'elle ressort de la base de données européenne d’occupation biophysique des sols Corine Land Cover (CLC), est marquée par l'importance des forêts et milieux semi-naturels (68,3 % en 2018), une proportion sensiblement équivalente à celle de 1990 (68,4 %). La répartition détaillée en 2018 est la suivante : forêts (68,3 %), terres arables (16,1 %), cultures permanentes (6,4 %), zones urbanisées (5,5 %), zones agricoles hétérogènes (3,6 %), prairies (0,1 %). L'évolution de l’occupation des sols de la commune et de ses infrastructures peut être observée sur les différentes représentations cartographiques du territoire : la carte de Cassini (XVIIIe siècle), la carte d'état-major (1820-1866) et les cartes ou photos aériennes de l'IGN pour la période actuelle (1950 à aujourd'hui).

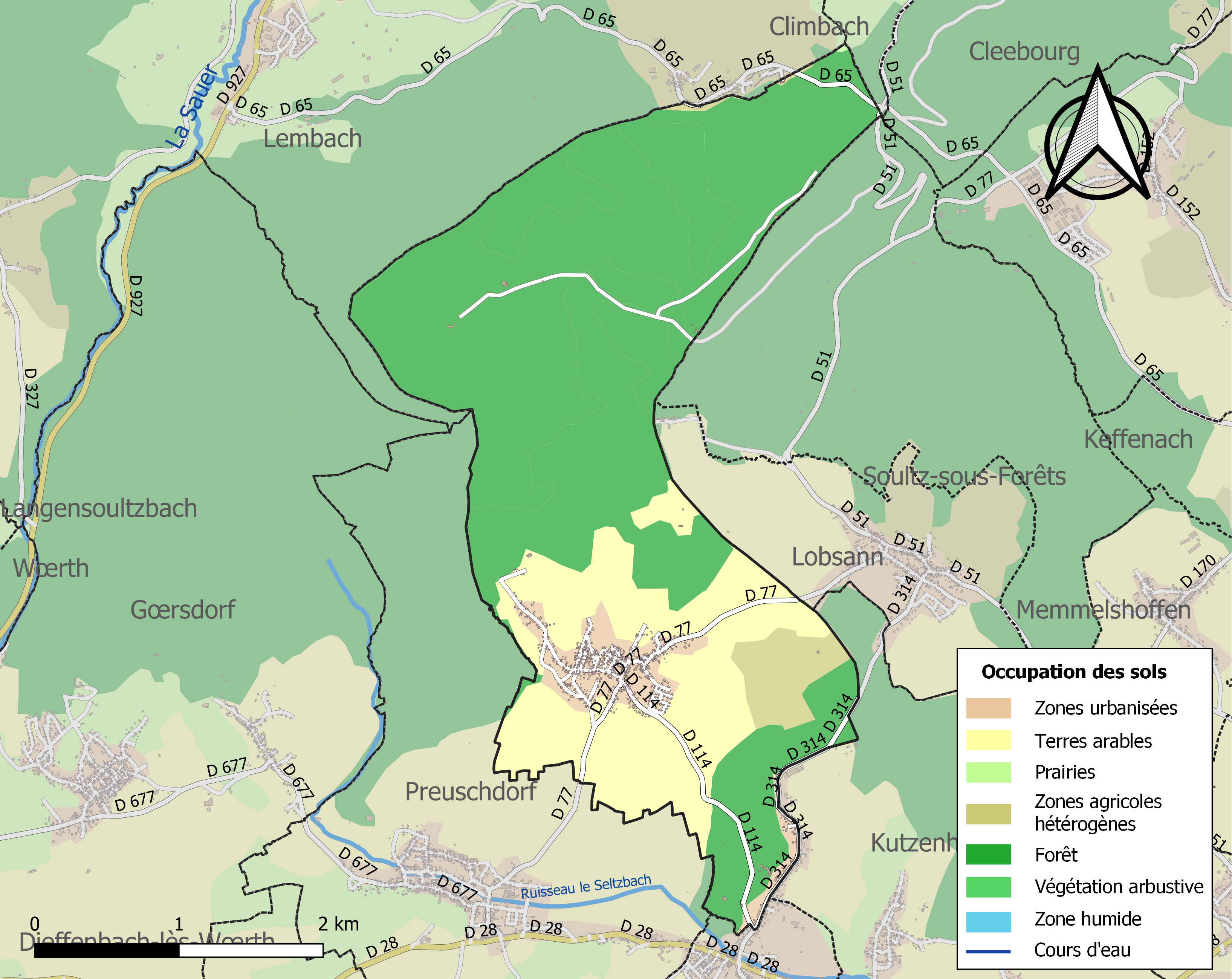
Carte des infrastructures et de l'occupation des sols de la commune en 2018 (CLC).

Commune bénéficiant du plan local d'urbanisme intercommunal Pechelbronn, dont la dernière procédure a été approuvée le 23 mai 2019.

### Voies de communications et transports

#### Voies routières
- D 114 vers Merkwiller-Pechelbronn, Lampertsloch[25],
- D 28 vers Dieffenbach-lès-Woerth, Kutzenhausen.

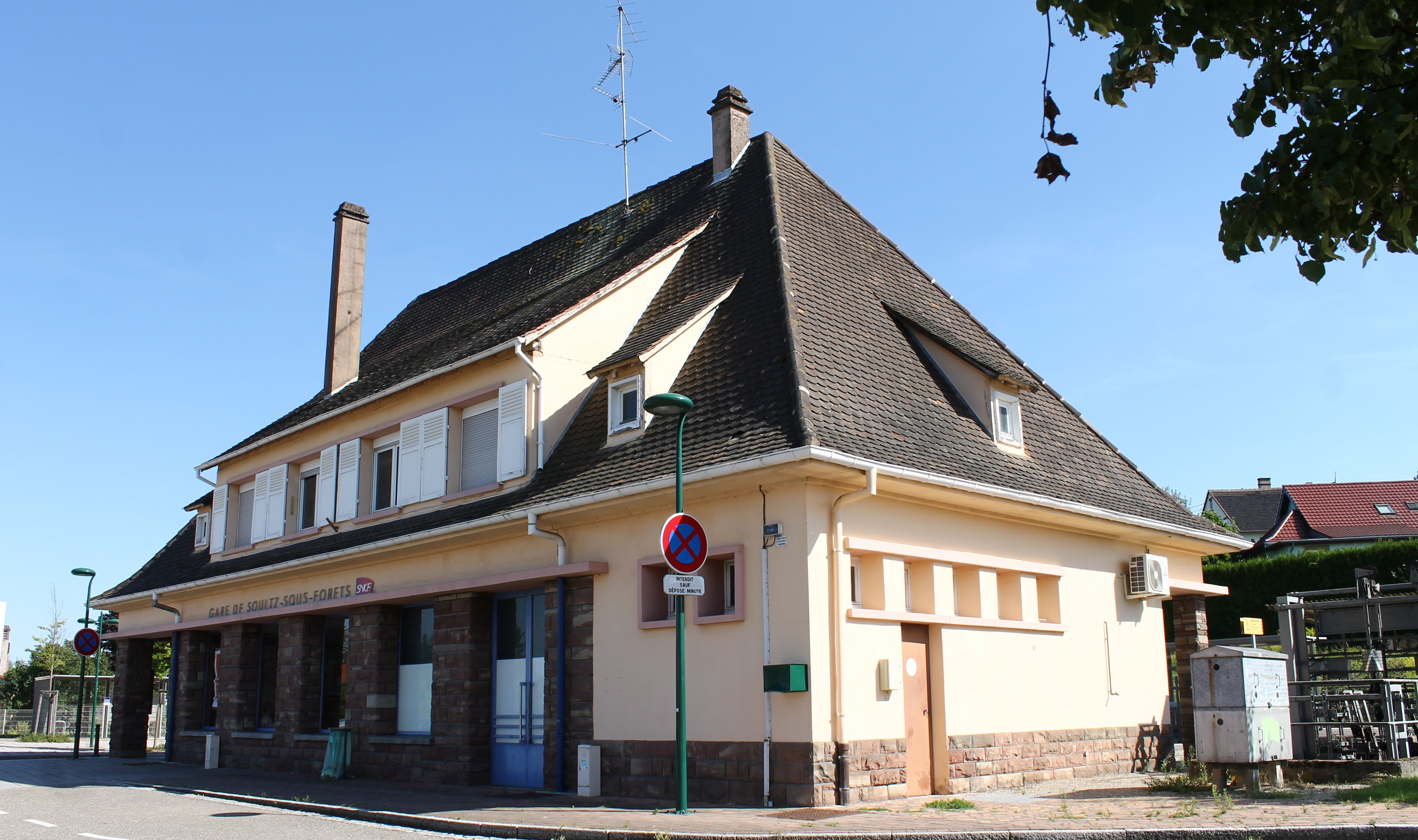
Gare de Soultz-sous-Forêts.

#### Transports en commun
- Transports en Alsace.
- Fluo Grand Est.
- Gare de Hoelschloch
- Gare de Soultz-sous-Forêts

### Risques naturels et technologiques
Commune située dans une zone de sismicité modérée.

## Toponymie
Le nom de Lampertsloch apparait pour la première fois en 1300. Ce n'est qu'en 1337 qu'une charte atteste l'existence de Lampertsloch et son appartenance seigneuriale. 

## Histoire
Les enceintes fortifiées du Kastelring (enceinte préhistorique) et du Keltenring (enceinte celte).
Le seul témoin du passé viticole de la commune, avec son " Lampertslecher Roter " (rouge de Lampertsloch), cépage noble à la robe rouge foncé, est le " Raabhiesel ", maisonnette garde-vigne construite en 1737,.
Lampertsloch est l'une des quelque cinquante localités d'Alsace dotées d'une église simultanée.
La famille Le Bel avait racheté, modernisé et exploité les sources bitumineuses sur le ban de Lampertsloch au lieu-dit Pechelbronn.

## Politique et administration

### Découpage territorial

#### Commune et intercommunalités
Commune membre de la communauté de communes Sauer-Pechelbronn.

### Élections municipales et communautaires

#### Liste des maires
| Période                                  | Période   | Identité        | Étiquette | Qualité    |
| ---------------------------------------- | --------- | --------------- | --------- | ---------- |
| Les données manquantes sont à compléter. |           |                 |           |            |
| avant 1981                               | ?         | Joseph Stephan  |           |            |
| mars 2001                                | mars 2008 | Alfred Sturm    |           |            |
| mars 2008                                | mai 2020  | Alfred Thalmann |           |            |
| mai 2020                                 | En cours  | Dany Walter     |           | Technicien |

### Budget et fiscalité 2023

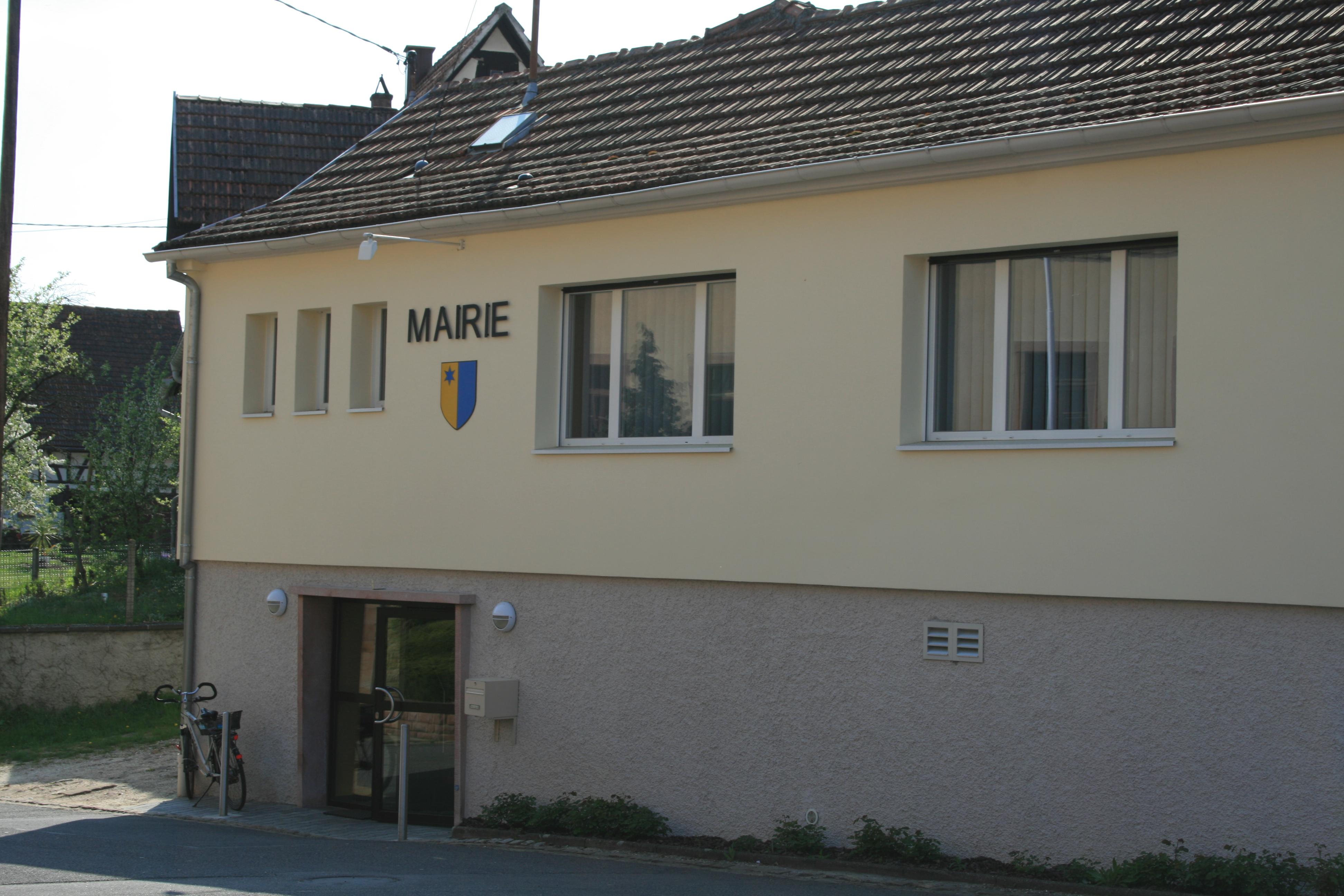
La Mairie.

En 2023, le budget de la commune était constitué ainsi :
- total des produits de fonctionnement : 555 000 €, soit 773 € par habitant ;
- total des charges de fonctionnement : 445 000 €, soit 620 € par habitant ;
- total des ressources d'investissement : 111 000 €, soit 155 € par habitant ;
- total des emplois d'investissement : 179 000 €, soit 249 € par habitant ;
- endettement : 324 000 €, soit 452 € par habitant.

Avec les taux de fiscalité suivants :
- taxe d'habitation : 11,48 % ;
- taxe foncière sur les propriétés bâties : 26,83 % ;
- taxe foncière sur les propriétés non bâties : 62,25 % ;
- taxe additionnelle à la taxe foncière sur les propriétés non bâties : 0,00 % ;
- cotisation foncière des entreprises : 0,00 %.

Chiffres clés Revenus et pauvreté des ménages en 2021 : médiane en 2021 du revenu disponible, par unité de consommation : 26 090 €.

## Équipements et services publics

### Enseignement
Établissements d'enseignements :
- École maternelle et primaire[40],
- Collèges à Wœrth, Soultz-sous-Forêts, Walbourg, Wissembourg, Reichshoffen,
- Lycées à Walbourg, Wissembourg, Haguenau.

### Santé
Professionnels et établissements de santé :
- Médecins à Lampertsloch, Merkwiller-Pechelbronn, Goersdorf, Surbourg, Soultz-sous-Forêts,
- Pharmacies à Merkwiller-Pechelbronn, Soultz-sous-Forêts, Woerth, Lembach, Morsbronn-les-Bains,
- Hôpitaux à Lobsann, Goersdorf, Niederbronn-les-Bains.

## Population et société

### Démographie

#### Évolution démographique
L'évolution du nombre d'habitants est connue à travers les recensements de la population effectués dans la commune depuis 1793. Pour les communes de moins de 10 000 habitants, une enquête de recensement portant sur toute la population est réalisée tous les cinq ans, les populations de référence des années intermédiaires étant quant à elles estimées par interpolation ou extrapolation. Pour la commune, le premier recensement exhaustif entrant dans le cadre du nouveau dispositif a été réalisé en 2004.

En 2022, la commune comptait 695 habitants, en évolution de −5,05 % par rapport à 2016 (Bas-Rhin : +3,17 %, France hors Mayotte : +2,11 %).
| 1793 | 1800 | 1806 | 1821 | 1831 | 1836 | 1841 | 1846 | 1851 |
| ---- | ---- | ---- | ---- | ---- | ---- | ---- | ---- | ---- |
| 362  | 366  | 436  | 538  | 557  | 560  | 584  | 528  | 515  |

| 1856 | 1861 | 1866 | 1871 | 1875 | 1880 | 1885 | 1890 | 1895 |
| ---- | ---- | ---- | ---- | ---- | ---- | ---- | ---- | ---- |
| 413  | 433  | 448  | 430  | 427  | 471  | 470  | 453  | 434  |

| 1900 | 1905 | 1910 | 1921 | 1926 | 1931 | 1936 | 1946 | 1954 |
| ---- | ---- | ---- | ---- | ---- | ---- | ---- | ---- | ---- |
| 456  | 451  | 468  | 494  | 583  | 594  | 669  | 661  | 653  |

| 1962 | 1968 | 1975 | 1982 | 1990 | 1999 | 2004 | 2006 | 2009 |
| ---- | ---- | ---- | ---- | ---- | ---- | ---- | ---- | ---- |
| 657  | 675  | 703  | 701  | 680  | 644  | 680  | 695  | 699  |

| 2014 | 2019 | 2022 | - | - | - | - | - | - |
| ---- | ---- | ---- | - | - | - | - | - | - |
| 740  | 706  | 695  | - | - | - | - | - | - |

### Cultes
- Culte catholique, communauté de paroisses Pays de Fleckenstein[46], diocèse de Strasbourg
- Culte protestant, paroisses de Goersdorf et Preuschdorf[47].

## Économie

### Entreprises et commerces

#### Agriculture
- Culture de céréales, de légumineuses et de graines oléagineuses.
- Élevage d'ovins et de caprins.

#### Tourisme
- Restaurants.
- Hébergements et restauration à Preuschdorf, Morsbronn-les-Bains, Laubach, Surbourg.
- Le refuge du club vosgien de Soultzerkopf situé sur le ban communal de Lampertsloch.

#### Commerces
- Commerces et services de proximité[48] à Morsbronn-les-Bains, Surbourg.

## Culture locale et patrimoine

### Lieux et monuments

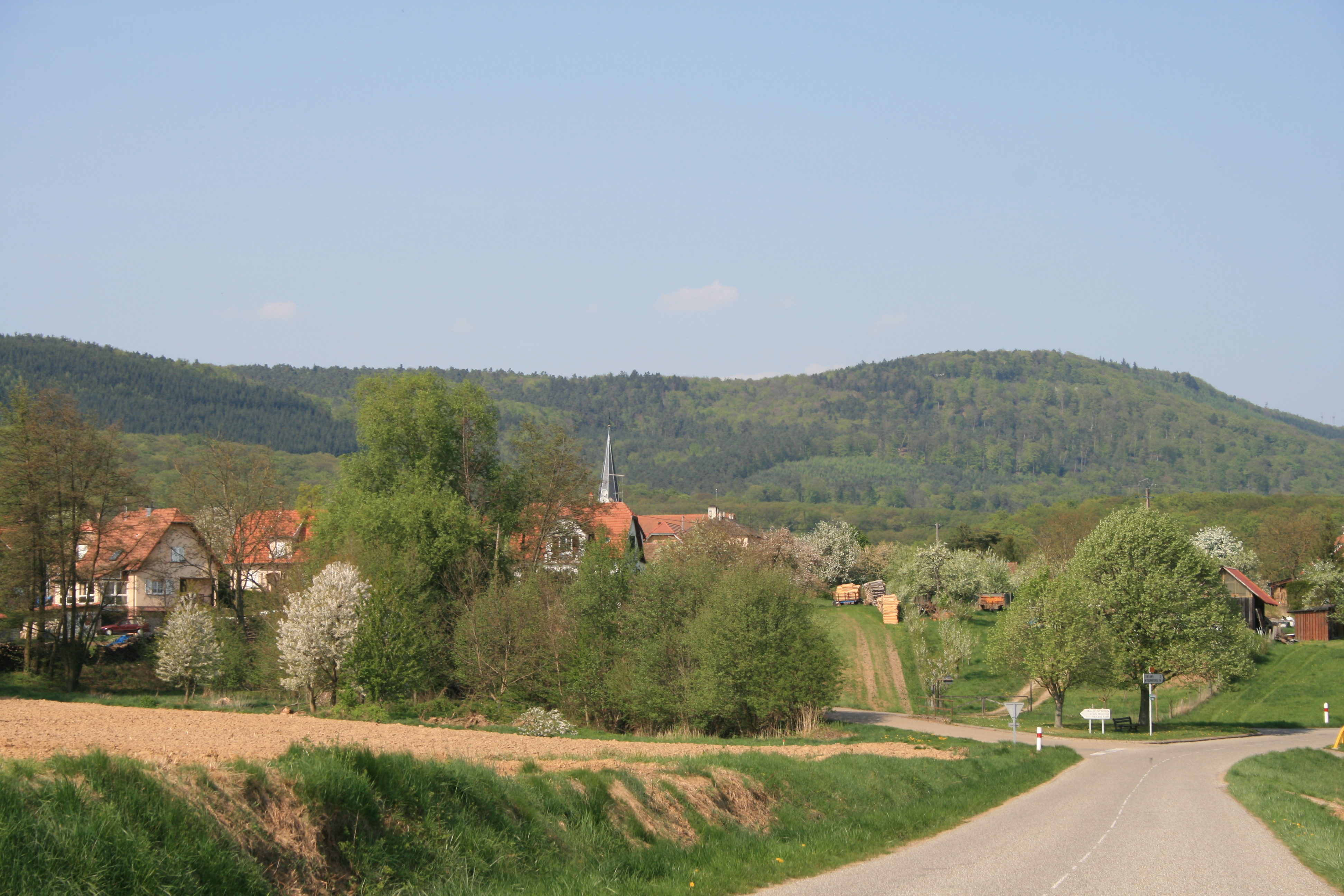
Le village dans le paysage.
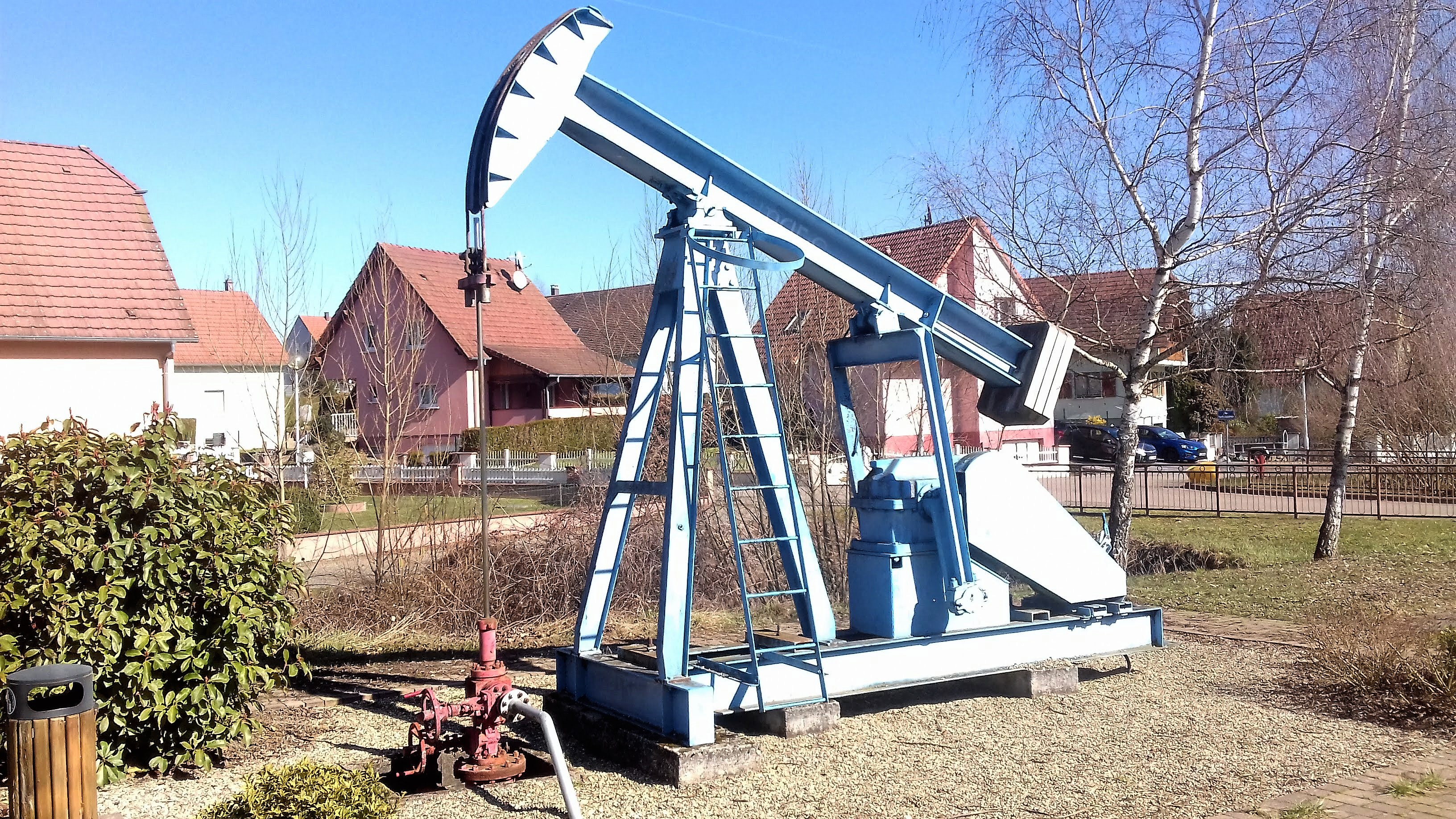
Puits de pétrole à Lampertsloch.
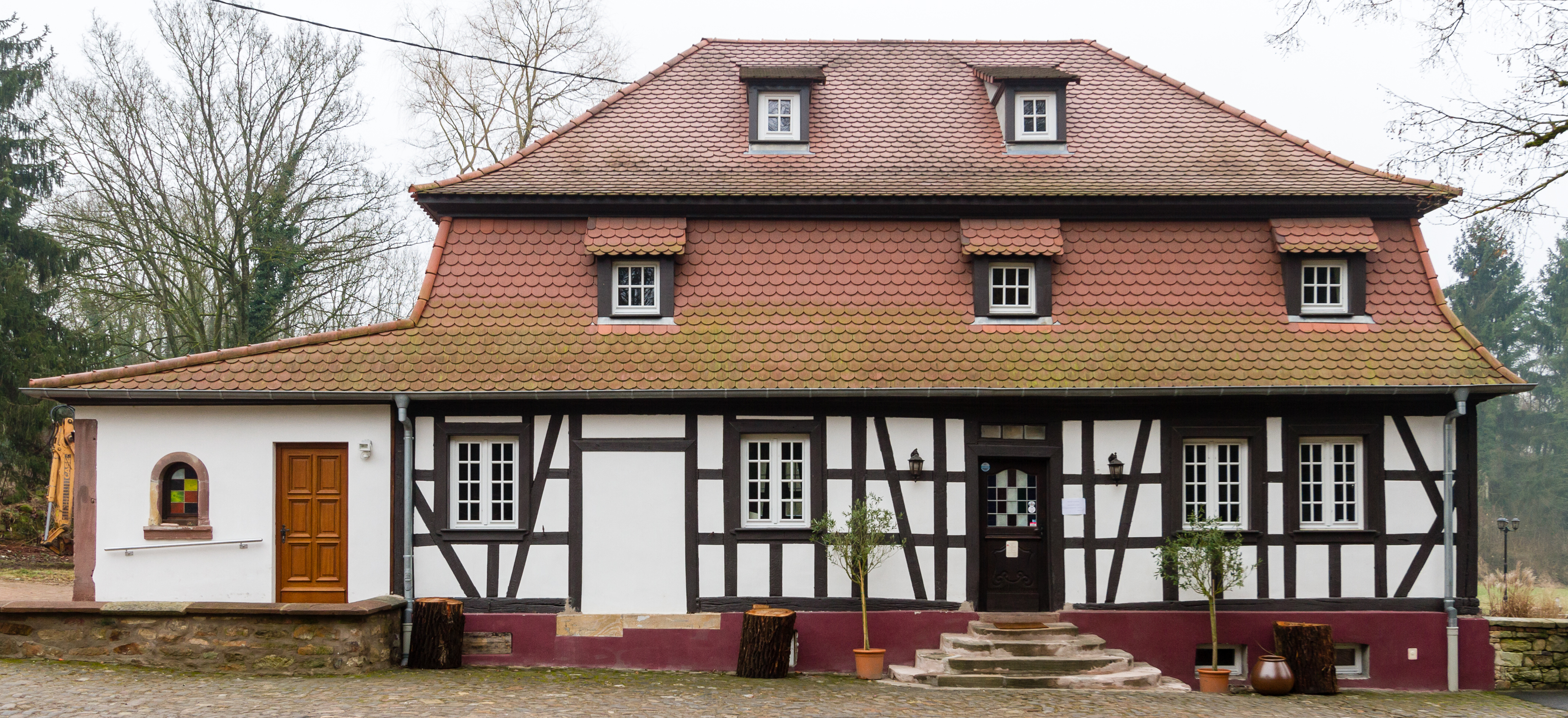
Ferme-château Le Bel.
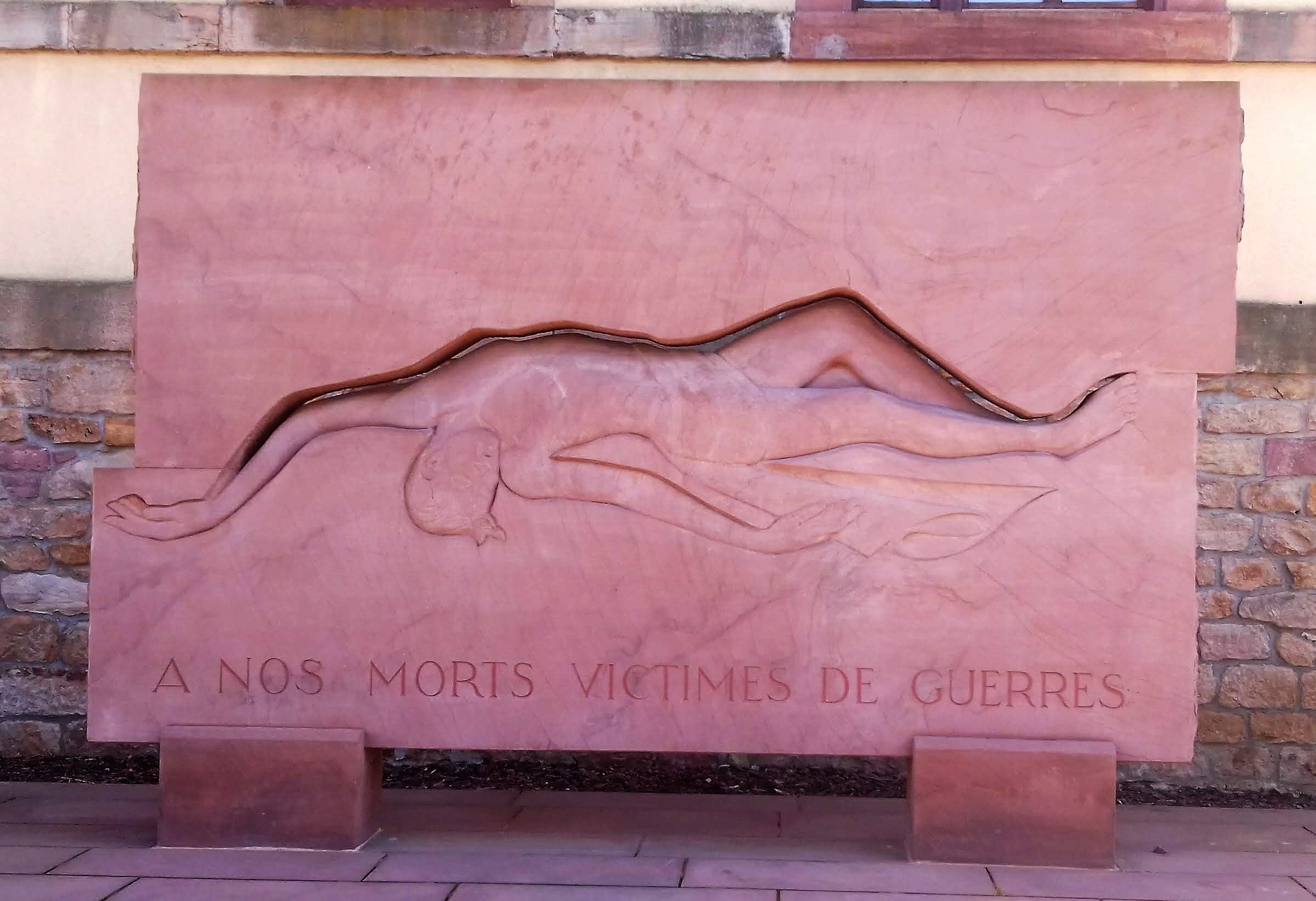
Monument aux morts.

#### Patrimoine religieux
- Église paroissiale Tous-les-Saints, église luthérienne (simultaneum)[49],[50],[51],[52].

Orgue,.
Ensemble de 13 verrières,,,,,,,.
Statue Immaculée Conception.
- Croix de cimetière[64].
- Croix de chemin[65].
- Monument aux morts[66],[67] : conflit commémoré : guerre franco-allemande de 1914-1918.
- Tombeaux de la famille Le Bel[68].

#### Autres patrimoines
- Fontaine-auge[69],[70].
- Puits avec auge[71].
- Ferme-château Le Bel[72] qui a fait l'objet d'une inscription sur l'inventaire supplémentaire des monuments historiques par arrêté  du 30 janvier 2008[73].
- Pompe à balancier d'un puits de pétrole[74].
- Remise de matériel d'incendie[75].
- La voie de 60 ou "s'Bahnel", ancien chemin de fer militaire destiné à l'approvisionnement des ouvrages de la ligne Maginot[76].

### Personnalités liées à la commune
- Frédéric Reech, ingénieur maritime, mathématicien et physicien, né à Lampertsloch le 9 septembre 1805.
- Heinrich Martin Markle (XVIIe siècle), ancêtre de Meghan Markle, duchesse de Sussex et membre de la famille royale britannique (Family of Meghan, Duchess of Sussex (en))

### Héraldique
| Blason de Lampertsloch | Blason  | Parti : au premier d'or à l'étoile de six rais d'azur en chef, au second d'azur plain. |
| Blason de Lampertsloch | Détails |                                                                                        |